# Caldeira de Kendeng
Pour les articles homonymes, voir Kendeng.
La caldeira de Kendeng, également appelée caldeira de l'Ijen ou encore caldeira de l'Idjen, est une caldeira qui se situe en Indonésie, sur l'île de Java, dans le massif volcanique de l'Ijen,.

## Géographie

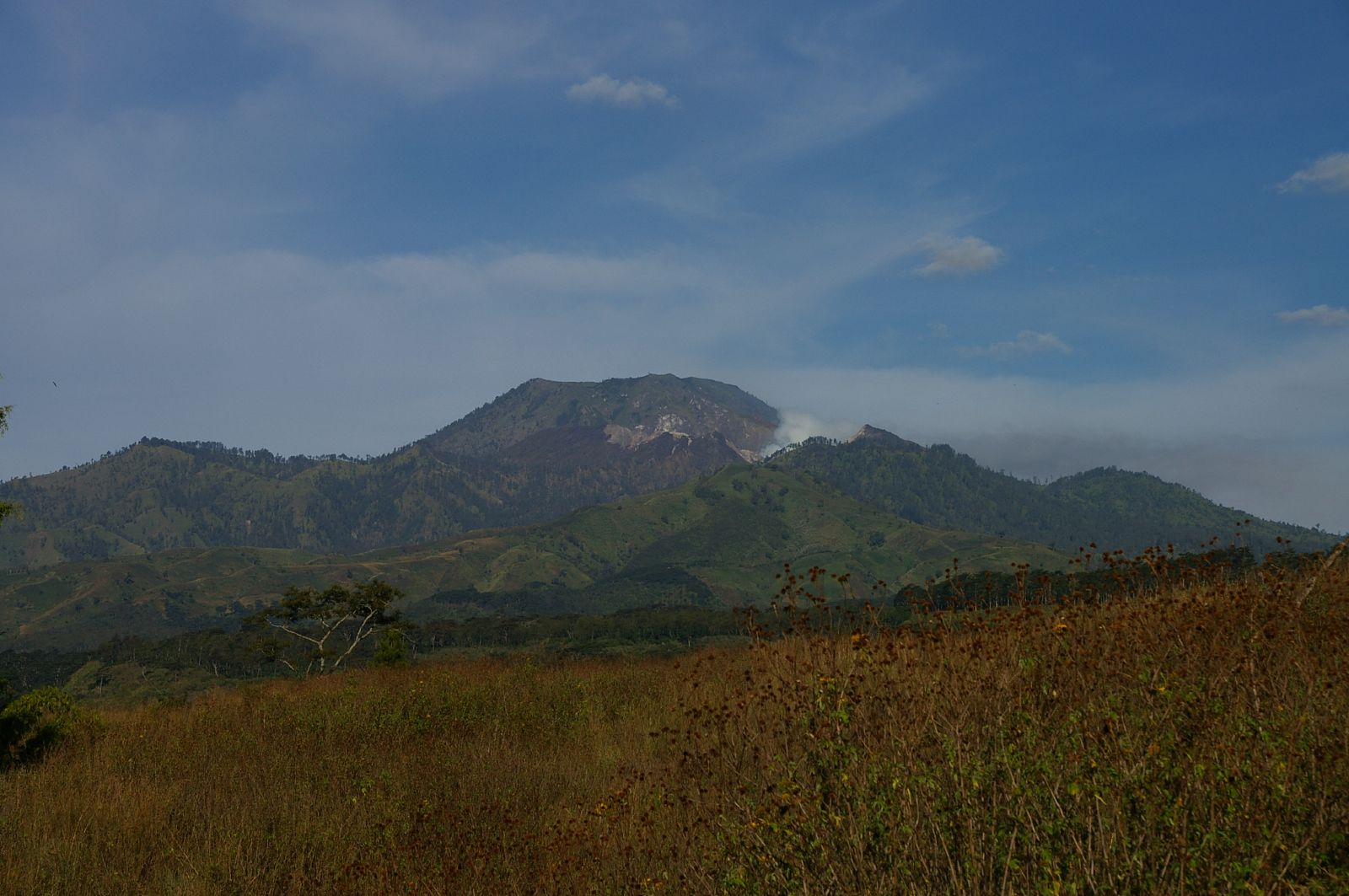
Le Merapi et le Kawah Ijen fumant vus depuis le fond de la caldeira de Kendeng de l'Ijen.

La caldeira de Kendeng est située en Indonésie, dans l'extrême est de l'île de Java, dans la province de Java oriental, au cœur du volcan Ijen. Mesurant une vingtaine de kilomètres de diamètre, elle est délimitée par un escarpement en arc de cercle au nord et à l'ouest, le Pegunungan Kendeng qui culmine à 1 559 mètres d'altitude, et par une série de cônes et de cratères volcaniques au sud et à l'est comme le Kawah Ijen, le Rante, le Jempit, le Suket, bien que ce dernier soit rattaché au Raung, ou encore le Merapi, point culminant de ces sommets avec 2 799 mètres d'altitude, ; l'altitude minimale dans la caldeira étant de 850 mètres.
Le fond de la caldeira est recouvert par des dépôts de téphras, des coulées de lave et ainsi que par des dépôts sédimentaires lacustres. Les habitants qui vivent dans quelques villages de la caldeira cultivent des caféiers qui s'étendent entre plusieurs cônes volcaniques éteints et exploitent le soufre du Kawah Ijen,. Ces habitants et ces cultures vivent sous la menace du lac acide du Kawah Ijen qui se déverse vers la mer de Java au nord en traversant la caldeira en formant une rivière acide, la rivière Banyupahit (id)  (du javanais signifiant « eau amère ») qui devient la Banyuputih (« eau blanche »).

## Histoire

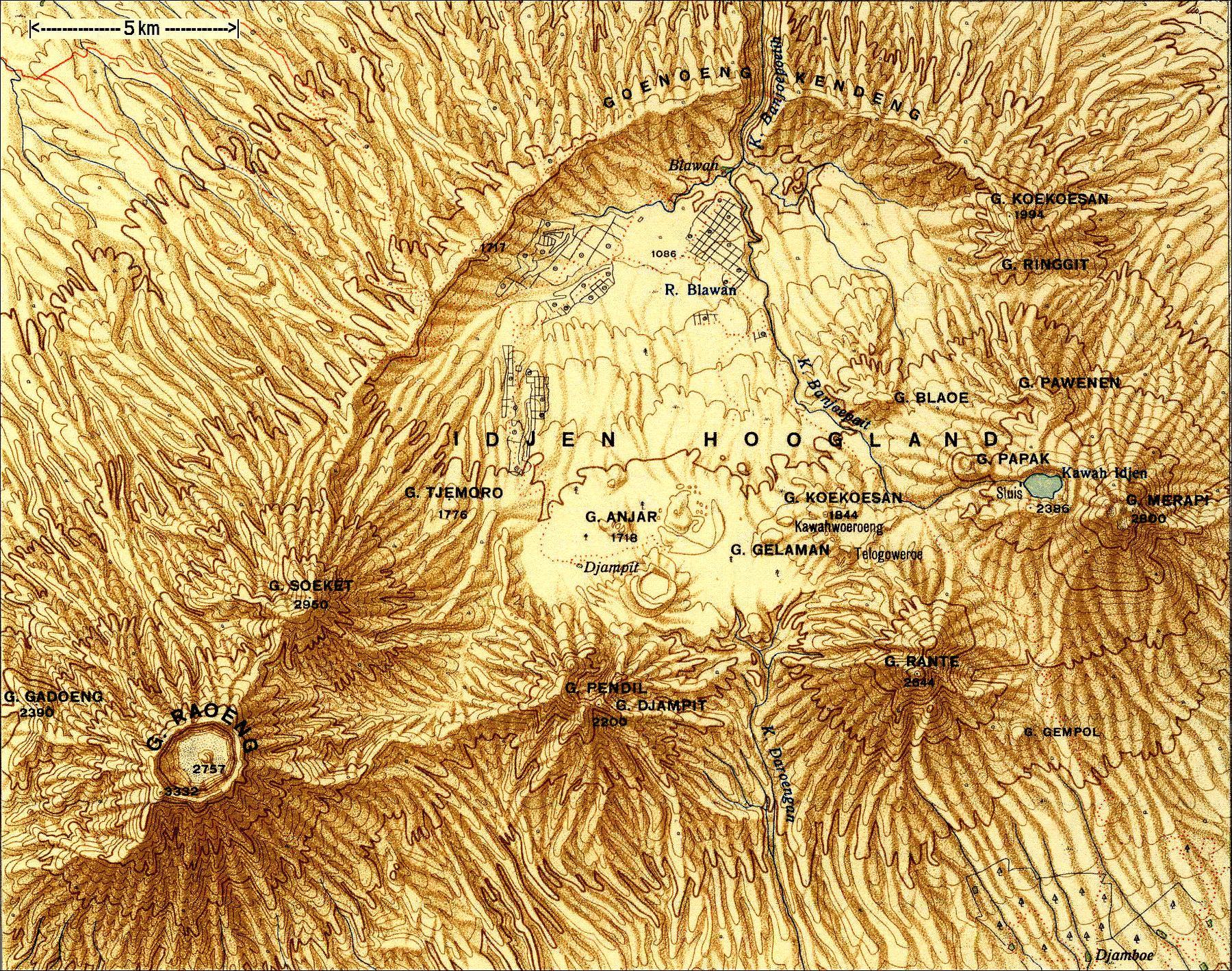
Carte de 1937 de la caldeira de Kendeng, des cônes et cratères volcaniques du massif volcanique de l'Ijen ainsi que du Raung.

La caldeira de Kendeng s'est formée il y a 50 000 au cours d'une éruption volcanique explosive qui a détruit presque entièrement l'Old Ijen, l'ancien volcan qui culminait à 3 500 mètres d'altitude après une formation qui a pris 25 000 ans. Par la suite, des lacs aujourd'hui disparus apparaissent dans le nord de la caldeira et les cônes et cratères volcaniques actuels se mettent en place principalement sur le rebord sud de la caldeira.
Le seul édifice encore volcaniquement actif est le Kawah Ijen qui possède un lac acide.